# Torsten Wilholt
Torsten Wilholt (* 1973) ist ein deutscher Philosoph und Professor für Philosophie und Geschichte der Naturwissenschaften an der Leibniz Universität Hannover.

## Akademische Laufbahn
Wilholt legte im Jahr 1998 die Magisterprüfung in den Fächern Philosophie, Mathematik und Wissenschafts- und Technikgeschichte an der Humboldt-Universität Berlin ab. 2002 promovierte er in Philosophie an der Universität Bielefeld. 2010 erhielt er die Habilitation an der Universität Bielefeld für das Fach Philosophie. Der Titel seiner Habilitationsschrift lautet Die philosophischen Grundlagen der Forschungsfreiheit: Begründungen und Begrenzungen. Er verbrachte Forschungsaufenthalte an der Columbia University (2000/01) und an der University of Toronto (2008/09). Seit Oktober 2011 ist er Professor am Institut für Philosophie der Leibniz Universität Hannover.

## Arbeitsschwerpunkte
In der Philosophie der Mathematik hat Wilholt die Position eines „behutsamen“ mathematischen Realismus vertreten. Den Kern mathematischer Praktiken bildet demzufolge die „realistische Mathematik“, die sich mit bestimmten Universalien beschäftigt, die Realisierungen in der Erfahrungswirklichkeit besitzen. So befasst sich etwa die reelle Analysis mit Verhältnissen extensiver Größen. Um diesen Kern gruppiert sich Wilholt zufolge das Studium formaler Systeme als zweite große Forschungsrichtung der Mathematik.
Seit etwa 2006 gehört Wilholt zu den Wissenschaftstheoretikern, die sich vermehrt mit der Wissenschaftstheorie der angewandten Wissenschaften und mit den gesellschaftlich bedingten Entstehungsbedingungen wissenschaftlichen Wissens in der Gegenwart und deren Einfluss auf das Wissen befassen.
Mit der gesellschaftlichen Glaubwürdigkeit der Wissenschaft hat Wilholt sich zunächst im Zusammenhang mit dem Einfluss wirtschaftlicher Interessen auf die Wissenschaft auseinandergesetzt. In der Diskussion darüber, welches die entscheidenden Faktoren dafür sind, dass wissenschaftliche Forschung vertrauenswürdig ist und dass ihr faktisch vertraut wird, hat Wilholt dafür argumentiert, dass auch Übereinstimmung in bestimmten Werturteilen bei epistemischem Vertrauen vorausgesetzt wird.
In Arbeiten über die Freiheit und Unabhängigkeit wissenschaftlicher Forschung hat Wilholt drei philosophische Begründungen unterschieden, auf deren Grundlage sich die Ansprüche der Wissenschaft auf Freiheit und Unabhängigkeit grundsätzlich rechtfertigen lassen: (1) Das Argument aus Autonomiegründen: Wissen ist essenziell für individuelle Selbstbestimmung, weshalb jedes Individuum das Recht auf Wissensaneignung und Forschung haben sollte. (2) Die erkenntnistheoretische Begründung: Wissenschaftliche Freiheit fördert Erkenntnisfortschritt (und somit technischen Fortschritt und Weltverständnis), indem sie eine Vielfalt von Ideen und Ansätzen ermöglicht, die zur Findung der besten Lösungen beitragen. (3) Die politische Begründung: Wissenschaft muss politisch unabhängig sein, um den demokratischen Prozess zu unterstützen, da wissenschaftliches Wissen maßgeblich die politischen Überzeugungen der Bürger beeinflusst. Wilholt betont, dass diese Begründungen sich ergänzen, aber keine von ihnen absolut ist; sie sollten in einem öffentlichen Diskurs im Hinblick auf gesellschaftliche Werte abgewogen werden.
Wilholt setzt sich dafür ein, in der wissenschaftsphilosophischen Forschung die vielfältigen Aspekte der Verschränkungen zwischen ethischen und erkenntnistheoretischen Fragen anzuerkennen. Er hat deshalb gemeinsam mit anderen Philosophinnen und Philosophen der Universitäten Hannover und Bielefeld das DFG-Graduiertenkollegs GRK 2073 „Integrating Ethics and Epistemology of Scientific Research“ gegründet, das 2015–2024 bestand und dessen Sprecher er war. Um einen Forschungsfokus auf das Thema der gesellschaftlichen Glaubwürdigkeit der Wissenschaft zu ermöglichen, hat Wilholt gemeinsam mit Mathias Frisch die Kollegforschungsgruppe KFG 43 „Social Credibility and Trustworthiness of Expert Knowledge and Science-based Information“ (SOCRATES) gegründet, die seit Oktober 2023 von der DFG gefördert wird. Wilholt setzt sich an der Leibniz Universität Hannover für die interdisziplinäre Zusammenarbeit zwischen Forschenden verschiedener geistes- und sozialwissenschaftlicher Fächer ein, die sich mit Forschung über Wissenschaft und Hochschule befassen. Er hat die Initiative zur Schaffung des universitätsweiten Forschungsschwerpunkts „Wissenschaftsreflexion“ ergriffen und ist Gründungs- und Vorstandsmitglied des „Leibniz Center for Science and Society“ (LCSS).

## Auszeichnungen
- 2023: Wissenschaftspreis Niedersachsen
- Ordentliches Mitglied der Academia Europaea (London) und der European Academy of Sciences (Brüssel).[10]

## Schriften
- Torsten Wilholt: Zahl und Wirklichkeit: eine philosophische Untersuchung über die Anwendbarkeit der Mathematik. mentis, Paderborn 2004, ISBN 3-89785-368-X.
- Torsten Wilholt: Design Rules: Industrial Research and Epistemic Merit. In: Philosophy of Science. Band 73, Nr. 1, Januar 2006, ISSN 0031-8248, S. 66–89, doi:10.1086/510175 (cambridge.org [abgerufen am 1. Dezember 2023]).
- Torsten Wilholt: Think about the Consequences! Nominalism and the Argument from the Philosophy of Logic. In: dialectica. Band 60, Nr. 2, Juni 2006, ISSN 0012-2017, S. 115–133, doi:10.1111/j.1746-8361.2005.01048.x.
- Torsten Wilholt: Kausalität ohne Ursachen. In: Zeitschrift für philosophische Forschung. Band 60, Nr. 3, 2006, S. 358–379.
- Torsten Wilholt: When realism made a difference: The constitution of matter and its conceptual enigmas in late 19th century physics. In: Studies in History and Philosophy of Science Part B: Studies in History and Philosophy of Modern Physics. Band 39, Nr. 1, Januar 2008, S. 1–16, doi:10.1016/j.shpsb.2007.04.003 (elsevier.com [abgerufen am 1. Dezember 2023]).
- Torsten Wilholt: Bias and values in scientific research. In: Studies in History and Philosophy of Science Part A. Band 40, Nr. 1, März 2009, S. 92–101, doi:10.1016/j.shpsa.2008.12.005 (elsevier.com [abgerufen am 1. Dezember 2023]).
- Torsten Wilholt: Scientific freedom: its grounds and their limitations. In: Studies in History and Philosophy of Science Part A. Band 41, Nr. 2, Juni 2010, S. 174–181, doi:10.1016/j.shpsa.2010.03.003 (elsevier.com [abgerufen am 1. Dezember 2023]).
- Torsten Wilholt: Die Freiheit der Forschung: Begründungen und Begrenzungen (= Suhrkamp-Taschenbuch Wissenschaft. Nr. 2040). Orig.-Ausgabe, 1.  Auflage. Suhrkamp, Berlin 2012, ISBN 978-3-518-29640-0.
- Torsten Wilholt: Epistemic Trust in Science. In: The British Journal for the Philosophy of Science. Band 64, Nr. 2, 1. Juni 2013, ISSN 0007-0882, S. 233–253, doi:10.1093/bjps/axs007.
- Torsten Wilholt: Collaborative Research, Scientific Communities, and the Social Diffusion of Trustworthiness. In: The Epistemic Life of Groups. Oxford University Press, 2016, ISBN 978-0-19-875964-5, S. 218–234, doi:10.1093/acprof:oso/9780198759645.003.0012 (oup.com [abgerufen am 1. Dezember 2023]).
- Torsten Wilholt: On Knowing What One Does Not Know: Ignorance and the aims of Research. In: Science and the Production of Ignorance. MIT Press, Cambridge, Mass. 2020, ISBN 978-0-262-53821-3, S. 195–218 (englisch).
- Bennett Holman, Torsten Wilholt: The new demarcation problem. In: Studies in History and Philosophy of Science. Band 91, Februar 2022, S. 211–220, doi:10.1016/j.shpsa.2021.11.011 (elsevier.com [abgerufen am 1. Dezember 2023]).
- Torsten Wilholt: Epistemic interests and the objectivity of inquiry. In: Studies in History and Philosophy of Science. Band 91, Februar 2022, S. 86–93, doi:10.1016/j.shpsa.2021.11.009 (pitt.edu).
- Torsten Wilholt: Harmful Research and the Paradox of Credibility. In: International Studies in the Philosophy of Science. 27. Oktober 2023, ISSN 0269-8595, S. 1–17, doi:10.1080/02698595.2023.2273606.